# علم تأثير التربة

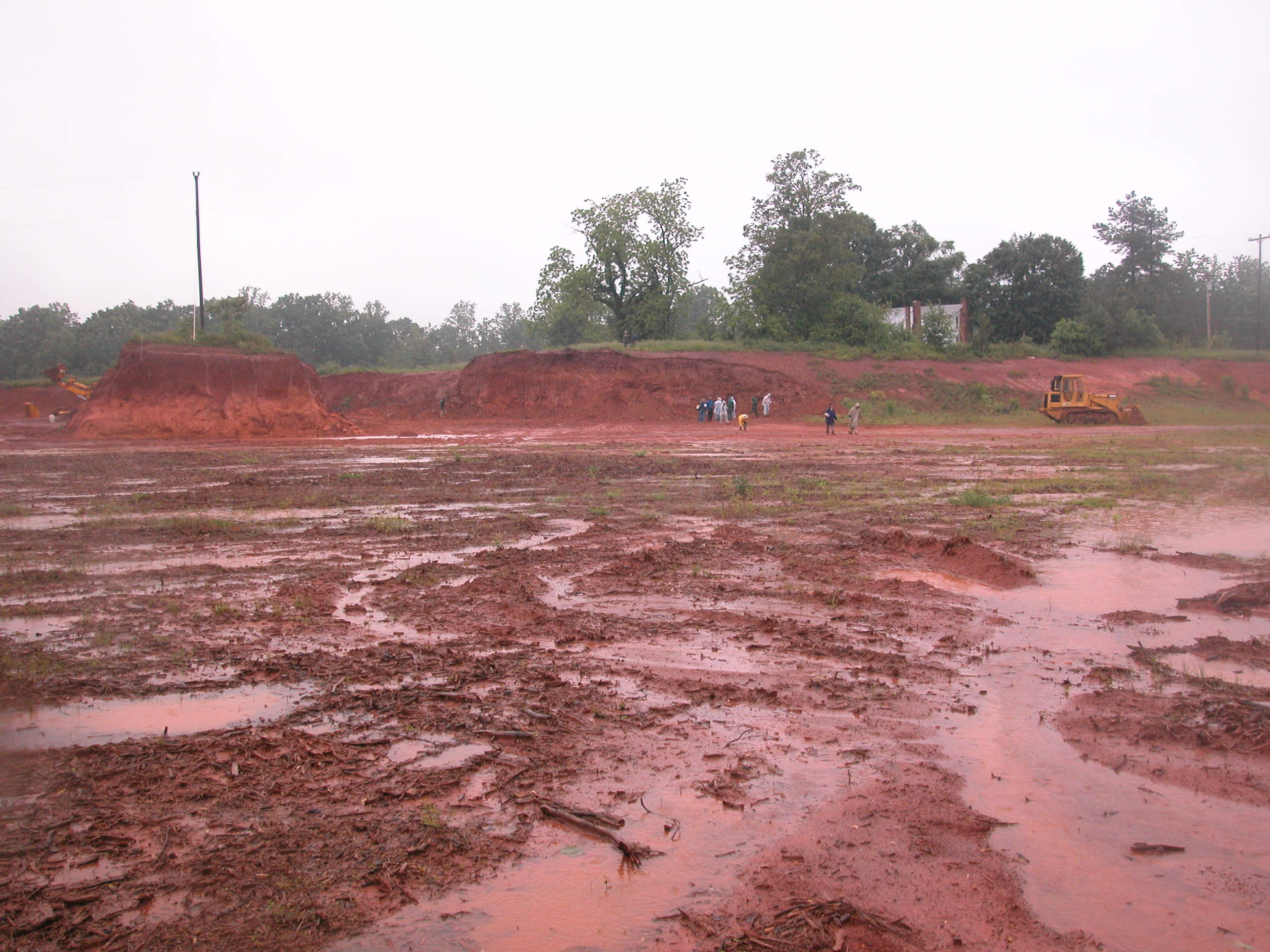

علم أحوال التربة أو الإيدافولوجيا (بالإنجليزية: Edaphology)‏ هو المسار العلمي المعني بدراسة تأثير على الكائنات الحية وخاصة النباتات. وهذا العلم هو واحد من القسمين الرئيسيين لعلوم التربة ويكون علم أحوال التربة هو القسم الآخر.